# Перминов, Василий Иванович
Васи́лий Ива́нович Пе́рминов (26 февраля [10 марта] 1912, Орловский уезд, Вятская губерния — 22 сентября 2003, Киров) — участник Великой Отечественной войны. Полный кавалер ордена Славы.

## Биография
Родился в 1912 году в деревне Семахины в русской крестьянской семье. Получил неполное среднее образование. С 1934 года по 1936 год служил в рядах Рабоче-крестьянской Красной Армии, после демобилизации был председателем Буяковского сельского совета (Юрьянский район, Кировская область).
Вновь в Красную Армию призван в сентябре 1941 года. В боях начал принимать участие в декабре 1942 года. В 1943 году вступил в ВКП(б). В середине января 1944 года во время боёв за Никополь (Днепропетровская область, Украина) расчёт старшего сержанта Перминова уничтожил 15 немецких солдат и 2 миномётных расчёта. За этот бой он был награждён медалью «За отвагу». В конце января 1944 года был ранен, на передовую вернулся в конце июля того же года. В октябре 1944 года в ходе боёв за Крагуевац (Сербия) Василий Перминов подавил 9 огневых точек противника. 30 ноября 1944 года был награждён орденом Славы 3-й степени. В марте 1945 года во время переправы через канал вблизи населённого пункта Пат (Венгрия) расчёт старшего сержанта Перминова подавил миномётную батарею противника и уничтожил две пулемётные точки. 30 апреля 1945 года был награждён орденом Славы 2-й степени. 8 мая 1945 года во время боёв вблизи города Бад-Глайхенберг (Австрия) старший сержант Перминов уничтожил 10 солдат противника и 2 пулемёта. 15 мая 1946 года был награждён орденом Славы 1-й степени.
Демобилизовался в октябре 1945 года. После демобилизации вернулся в родные края, где занимал различные руководящие должности. В последние годы жил в Кирове. Умер в 2003 году.

## Награды
- Орден Отечественной войны 1 степени (6 апреля 1985)[4];
- Полный кавалер ордена Славы:
Орден Славы 1 степени (15 мая 1946 — № 1474);
Орден Славы 2 степени (30 апреля 1945 — № 2665)[5];
Орден Славы 3 степени (30 ноября 1944 — № 245126);
- Медаль «За отвагу» (16 января 1944)[6];
- Ряд медалей.

## Комментарии
1. ↑  Деревня Семахины, относившаяся к Шараповской волости Орловского уезда, в последующем входила в состав Буяковского сельсовета Верховинского района; ныне — урочище (59,05°N 48,6667°E)[1] в Юрьянском районе Кировской области[2].